# Batalla de Beaulieu-sous-la-Roche (1793)
Batalla de Beaulieu-sous-la-Roche (Fou una batalla dintre de la revolta de La Vendée)

## Forces en presència
En guarnició a La Mothe-Achard, des del 22 d'abril, el general Maurille de Boulard es va unir el 28 pel representant en missió Philippe-Charles-Aimé Goupilleau, conegut com Goupilleau de Montaigu. El seu exèrcit, fort a mitjans d'abril d'uns 4.000 homes, va ser llavors reduït per la sortida de la columna de Baudry d'Asson cap a Challans i el desplegament de destacaments a Saint-Gilles-sur-Vie i Vairé. Per Alain Chantreau, Boulard tenia més de 1.500 homes quan va deixar La Mothe-Achard. L'historiador Lionel Dumarcet, per la seva banda, avança 1.658 homes.
Al costat de la Vendée, uns 600 homes estaven presents a Beaulieu-sous-la-Roche, sota les ordres de Jean-Baptiste Joly, Alexis Gilbert du Chaffault i René-Louis de Rorthays de La Savarière.

## Procés
El 29 d'abril de 1793, a les sis del matí, els republicans van sortir de La Mothe-Achard i van marxar al lloc de Moulières, amb l'objectiu d'avançar fins a Palluau. A mesura que s'acostaven els patriotes, els Vendeans van retrocedir sobre els atrinxeraments establerts a l'entrada del poble de Beaulieu-sous-la-Roche.
L'artilleria republicana es va posar en bateria i va obrir foc, mentre un destacament del 110è regiment d'infanteria es desplegava al flanc esquerre i la companyia de granaders del 2n batalló de voluntaris de Bordeus i un destacament de voluntaris del país prenen posició a la dreta. Després de només vuit trets de canó, Boulard va avançar la seva infanteria.
Quan el destacament del 110 entalla el tiroteig per l'esquerra, el 1r batalló de Bordeus i 30 homes de la línia marxen al centre a pas, per atacar els atrinxeraments. Els Vendeans van cedir a la por i van fugir. Travessen el poble i es dispersen pel bosc. Un altre grup d'insurgents també és retrocedit cap a la dreta. La cavalleria, amb el representant Goupilleau de Montaigu, va sortir a la persecució dels fugitius pel camí d'Aizenay.
La resta del dia acaba amb pluja intensa, la columna de Boulard passa la nit a Beaulieu o Aizenay. Va reprendre la caminada l'endemà, i, sense trobar cap resistència, va arribar a Palluau la nit del 30 d'abril a l'1 de maig, cap a la mitjanit.

## Pèrdues
Segons Émile Gabory, els Vendeans van deixar 50 morts. René-Louis de Rorthays de La Savarière, de 72 anys, va ser fet presoner. Jutjat per la comissió militar de Sables-d'Olonne, va ser guillotinat el 2 de maig.